# بوريسلاف نوفاكوفيتش
بوريسلاف نوفاكوفيتش هو سياسي صربي، ولد في 21 أكتوبر 1964 في نوفي ساد في صربيا. نشط حزبياً في الحزب الديمقراطي الصربي. وقد انتخب List of mayors of Novi Sad ‏.